# St. Antonius (Kottenborn)

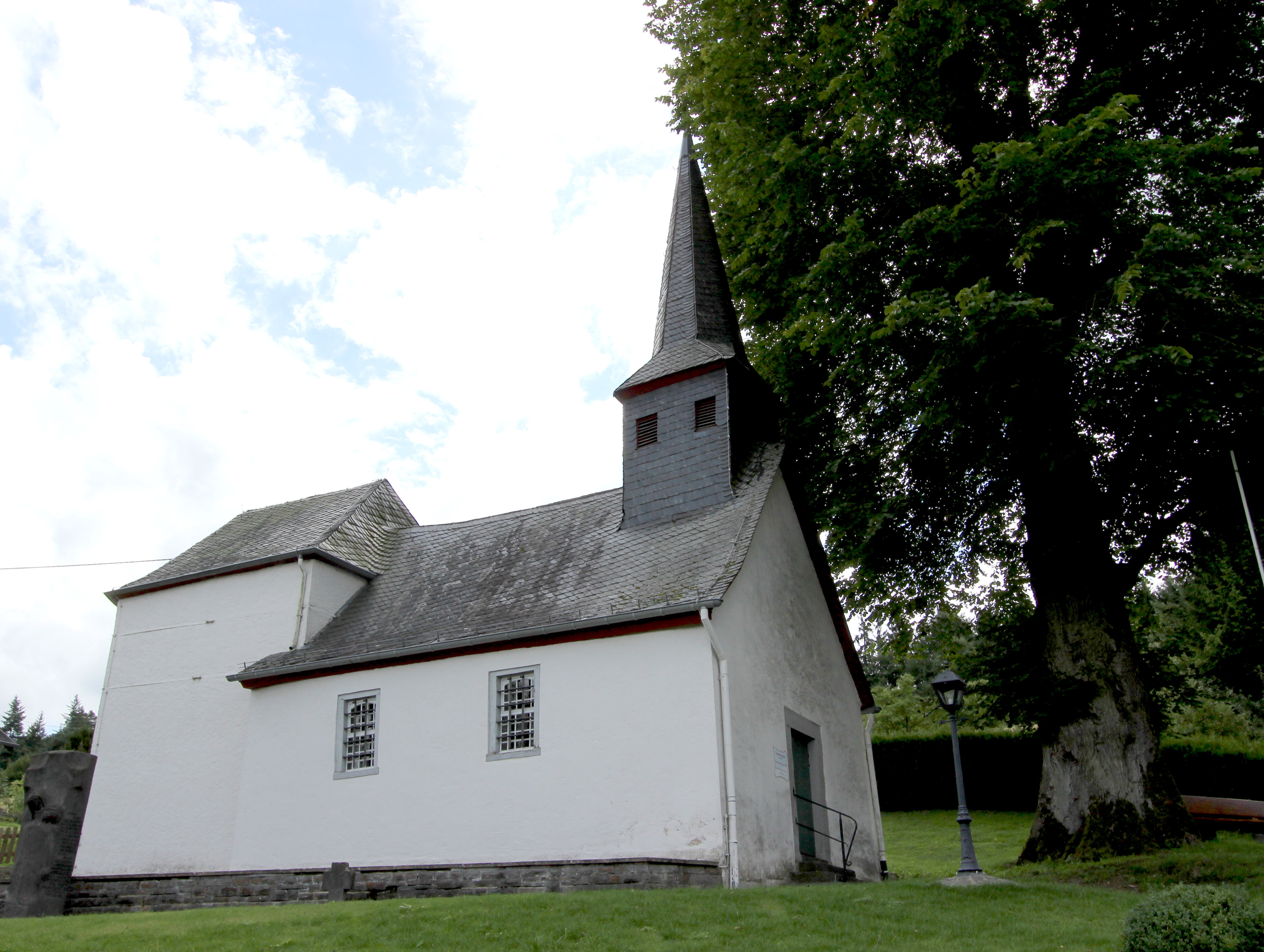
St. Antonius in Kottenborn

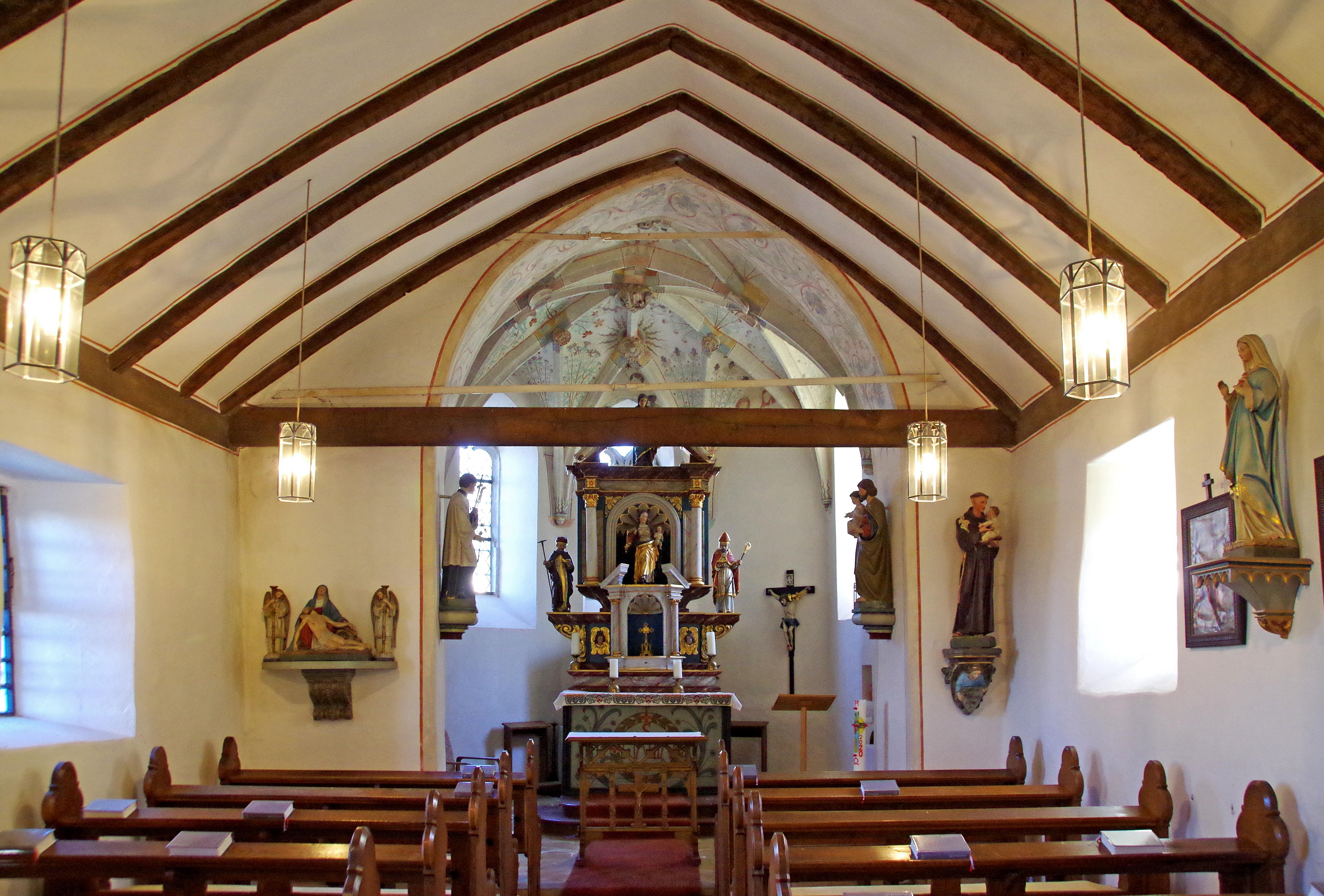
Innenansicht

Die katholische Filialkirche St. Antonius der Einsiedler in Kottenborn, einer Ortsgemeinde im Landkreis Ahrweiler in Rheinland-Pfalz, wurde Anfang des 15. Jahrhunderts errichtet und steht unter Denkmalschutz.

## Geschichte
Das am Kirchweg gelegene von alten Ulmen gesäumte Bauwerk soll bereits im 15. Jahrhundert entstanden sein. Der Chor wurde gemäß einer Inschrift in einem Schlussstein 1525 errichtet. Die Kirche ist dem heiligen Antonius geweiht.

## Architektur
Der Saalbau mit zwei Achsen besitzt einen vierseitigen, behelmten Dachreiter, der zwei Glocken schützt. Ein Spitzbogen trennt Chor und Kirchenschiff des 17,7 Meter langen Gebäudes. Aus gotischer Zeit ist ein zweiteiliges Maßwerkfenster erhalten und weitere Ecknasenfenster erhellen den Raum. Vier als Engel gestaltete Konsolen tragen die Rippen des Chorgewölbes. und die Schlusssteine sind mit Wappen verziert. 
Der hölzerne Altar mit drehbarem Tabernakel stammt vom Ende des 18. Jahrhunderts. Auf den äußeren Podesten des Altars stehen Statuen des heiligen Antonius und des heiligen Nikolaus und in der Mitte steht zentral die Muttergottes. Bekrönt wird der Altaraufsatz von der Statue des Evangelisten Johannes.

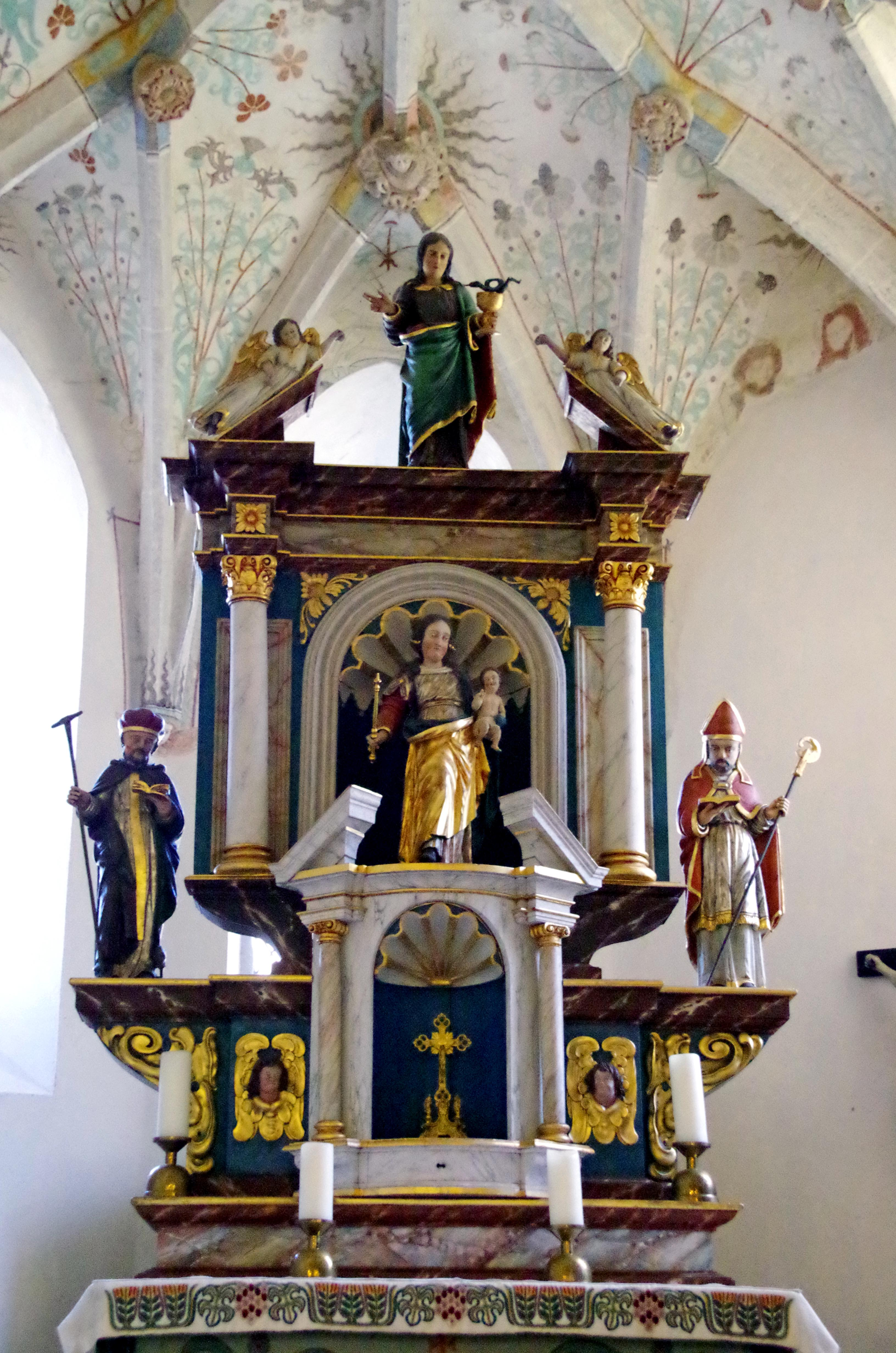
Barocker Hochaltar
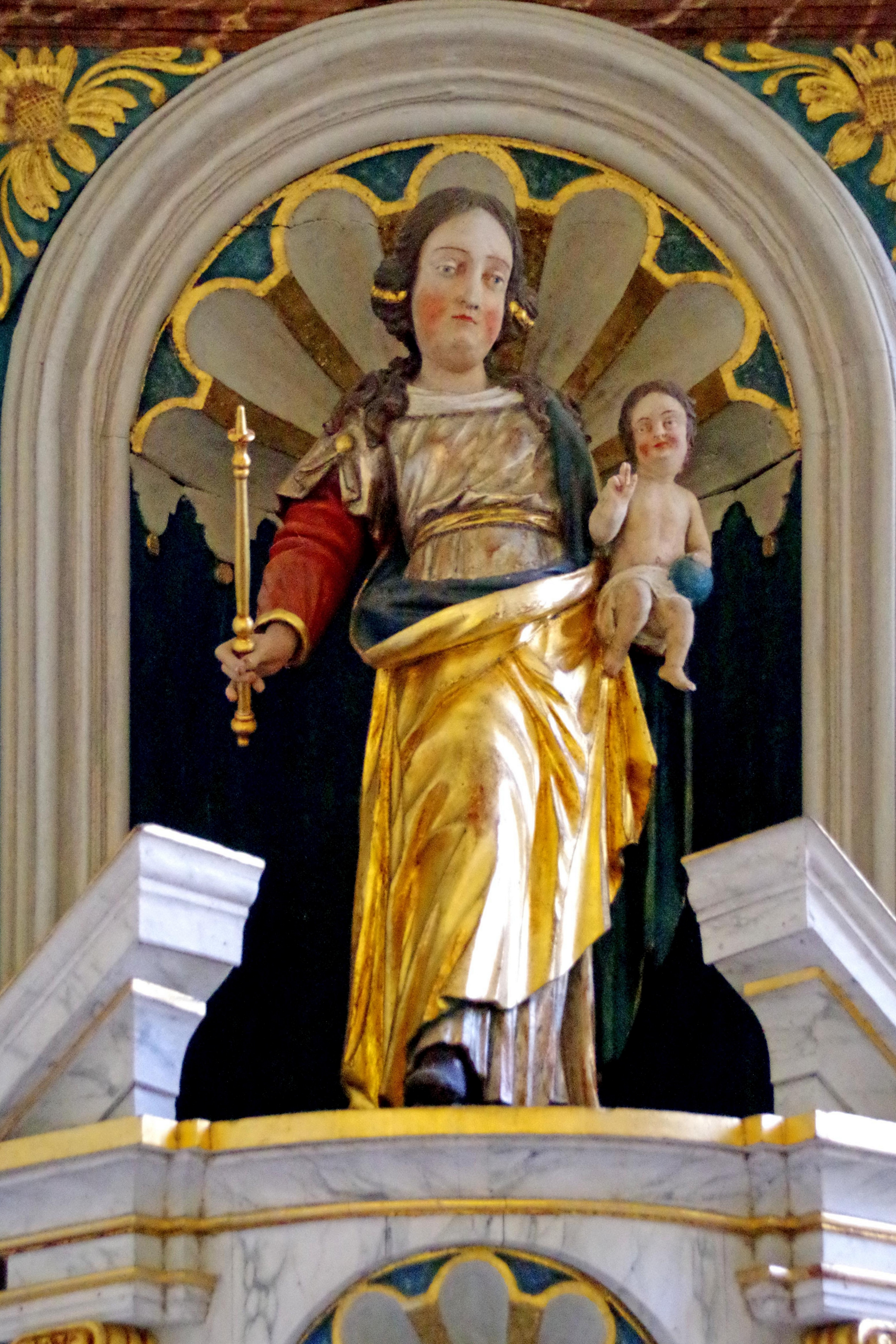
Hochaltar, Marienstatue
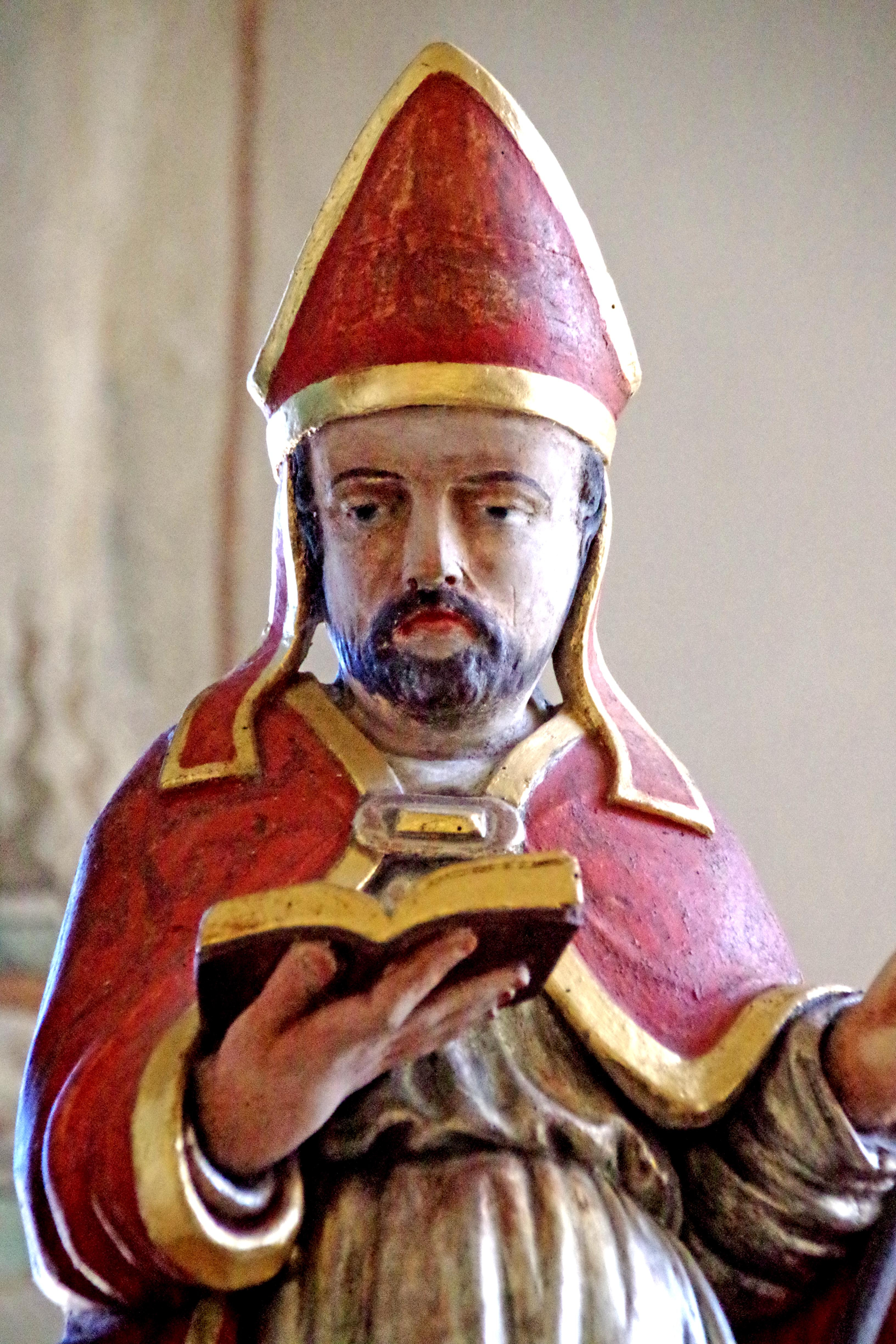
Hochaltar, St. Nikolaus

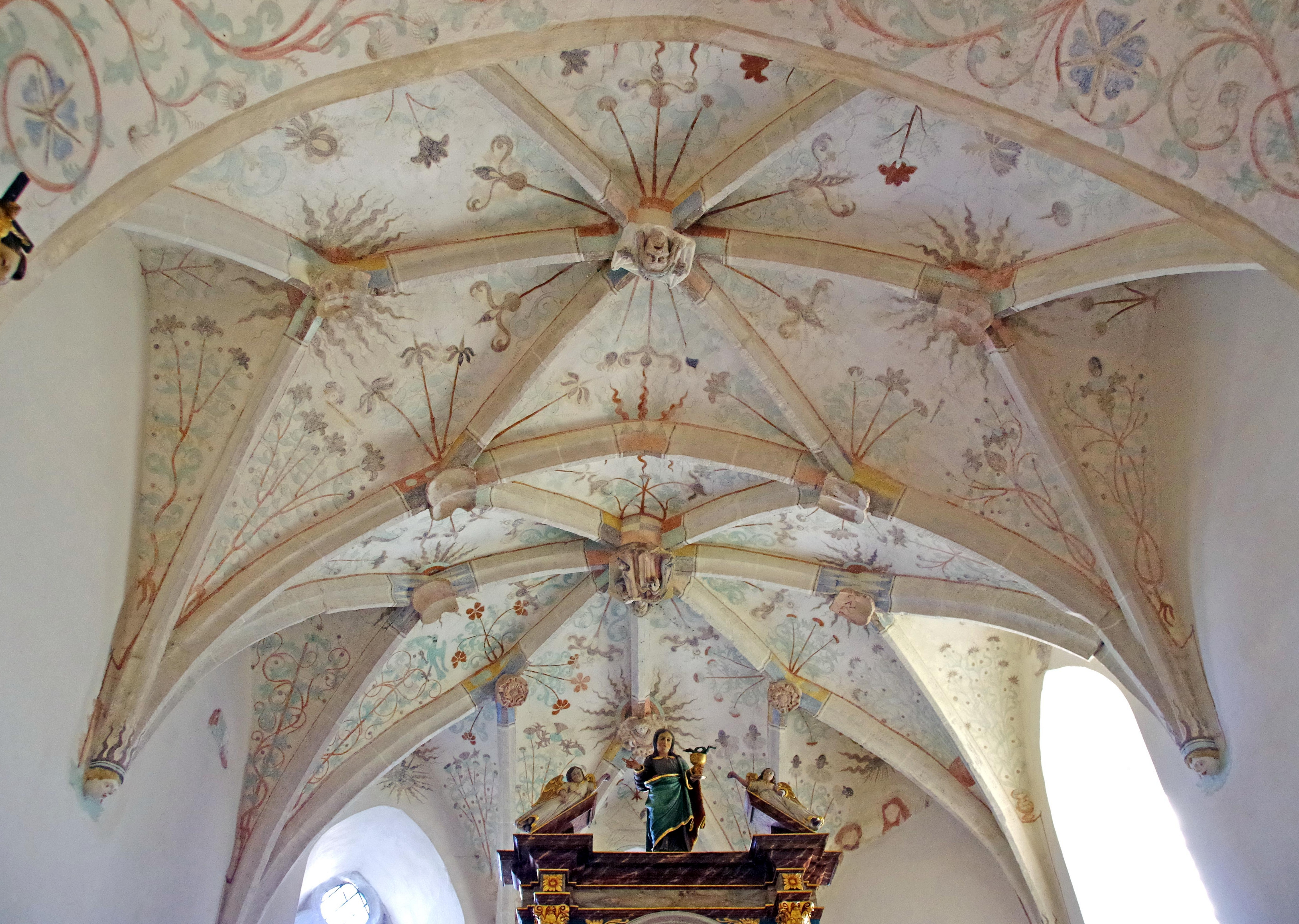
Gotisches Chorgewölbe
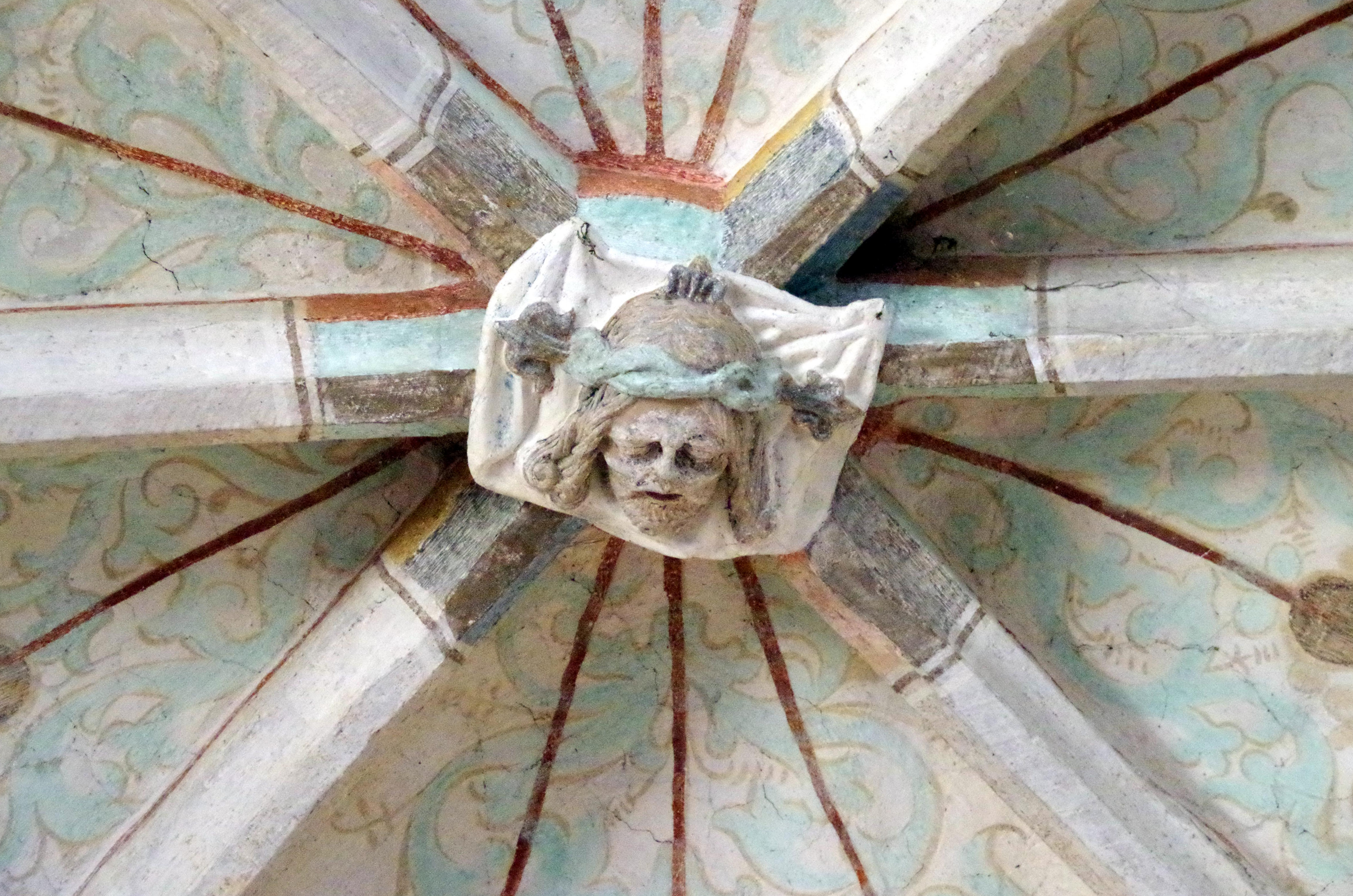
Schlussstein
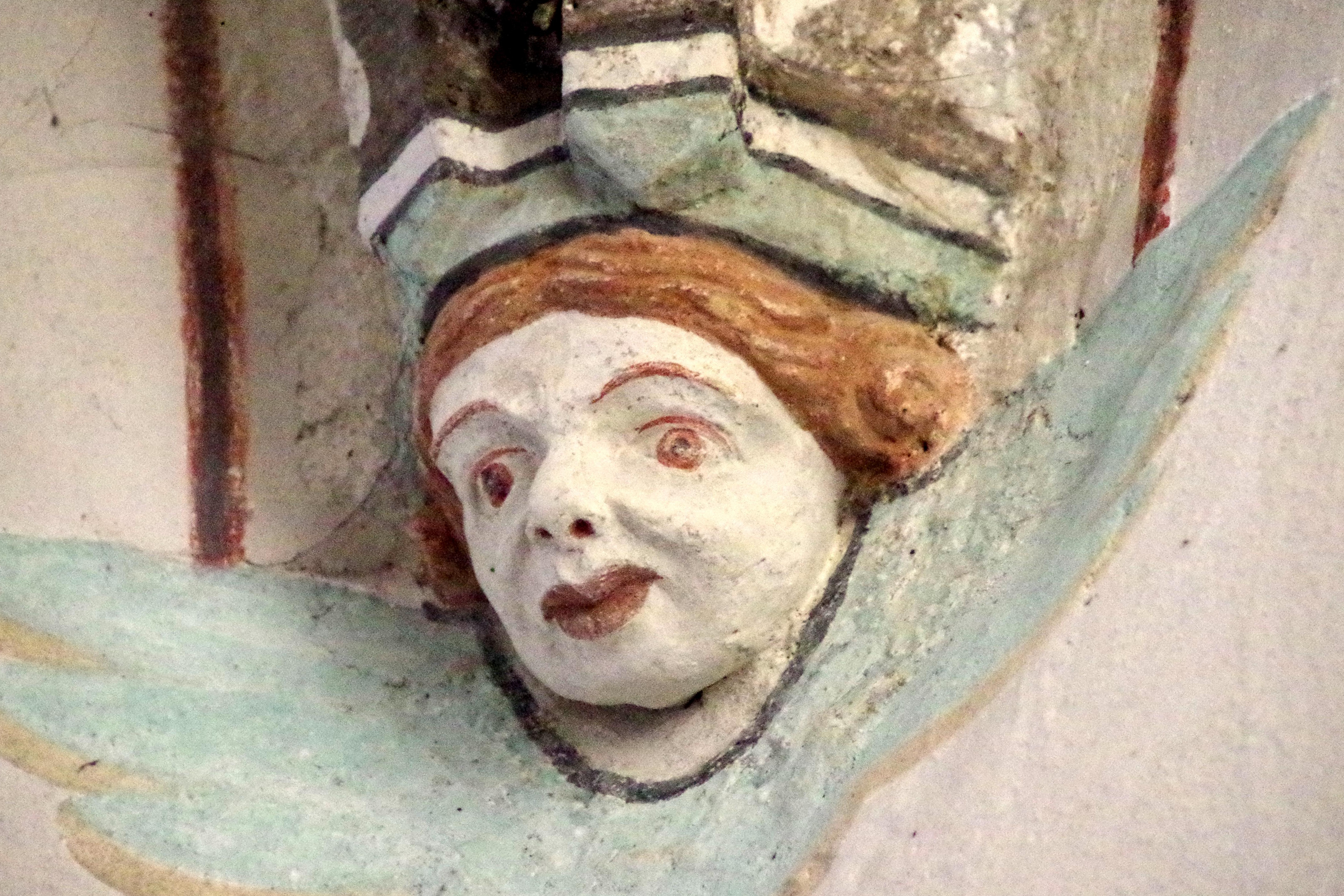
Konsolenengel